# Wout Waanders
Wout Waanders ('s-Hertogenbosch, 1989) is een Nederlandse dichter, schrijver en performer.

## Biografie
Waanders groeide op in 's-Hertogenbosch, maar trok naar Nijmegen voor zijn studie aan de Radboud Universiteit. Voor het collegejaar 2008/2009 werd hij benoemd tot campusdichter. Hij was hoofdredacteur van literaire tijdschrift Op Ruwe Planken en won in 2012 de prestigieuze Poëzieprijs van de Stad Oostende. In 2015 publiceerde hij bij productiehuis Wintertuin het 'chapbook' Olifantopia.
Van 2019 tot 2021 was Waanders stadsdichter van Nijmegen.
Met zijn debuut Parkplan (2020) won hij in 2021 de C. Buddingh'-prijs, die jaarlijks wordt toegekend aan het beste debuut in de Nederlandstalige poëzie.
In 2025 kwam zijn bundel We zijn nog lang niet halverwege uit.
Met Laurens van de Linde, Jelko Arts, Martin Rombouts en Koen Frijns vormt Waanders sinds 2018 BOYBAND, de literaire boyband.

## Onderscheidingen
- Poëzieprijs van de Stad Oostende 2012[4]
- Parkplan - C. Buddingh'-prijs 2021

- Gemeinsame Normdatei: 1221315870
- International Standard Name Identifier: 0000 0004 5949 7373
- Library of Congress Control Number: no2021067096
- Virtual International Authority File: 137147266949535482598